# Charmian of Poole
Le Charmian of Poole est un cotre à corne de Cornouailles sur le modèle d'un cotre pilote (en anglais, pilot cutter).
Son port d'attache actuel est Millbrook en Cornouailles.
Il est classé bateau historique par le National Historic Ships UK .

## Histoire
Charmian of Poole, construit en 1914 au chantier W. Allen de Poole avait un gréement bermudien et servait à la plaisance.
Retrouvé en Grèce en 1983, il est transformé en cotre à voile aurique sur la base des pilot cutters de Cornouailles. Il a été équipé d'un moteur diesel en 2001.
Racheté en 2006, il navigue essentiellement en régate et participe à des rassemblements maritimes. Il était présent pour Les Tonnerres de Brest 2012.
Il est classé comme bateau du patrimoine par le National Historic Ship UK.

## Caractéristiques
Son gréement est celui d'un cotre à corne : un mât avec un mât de flèche ; une grand-voile et un flèche, un foc sur bout-dehors et une trinquette. Il possède aussi un jeu de voiles supplémentaires pour les régates.